# Trinatrium-3,3′,3′′-phosphintriyltribenzolsulfonat
Trinatrium-3,3′,3′′-phosphintriyltribenzolsulfonat (abgekürzt als TPPTS als isolierte Verbindung oder als tppts als Ligand) ist  eine organische Verbindung mit der Summenformel C18H12Na3O9PS3. Es handelt sich um einen weißen kristallinen Feststoff und ist ein Beispiel eines wasserlöslichen Phosphans. Der Rhodium-Hydrido-Komplexe der Verbindung findet als homogener Katalysator bei der technischen Herstellung von Butanal durch Hydroformylierung Verwendung.

## Synthese
TPPTS wird durch die Sulfonierung von Triphenylphosphan hergestellt. Die Sulfonierung erfolgt in der meta-Position der Phenylringe. Für die Sulfonierung wird Oleum verwendet. Direkt nach der Auflösung im Reaktionsmedium wird das Phosphan protoniert. Das entstehende Phosphoniumsalz wird sulfoniert. Die entstehende Sulfonsäure wird dann mit Trioctylamin und Natriumhydroxid versetzt. 
Die Bruttogleichung lautet:
{\displaystyle \mathrm {P(C_{6}H_{5})_{3}+3\ SO_{3}\to \ P(C_{6}H_{4}SO_{3}H)_{3}} }
{\displaystyle \mathrm {P(C_{6}H_{4}SO_{3}H)_{3}+3\ NaOH\to \ P(C_{6}H_{4}SO_{3}Na)_{3}+3\ H_{2}O} }
Als Lewis-Base ist TPPTS stärker als Triphenylphosphan.

## Verwendung in der Hydroformylierung
Metallorganische Komplexe des tppts sind löslich in Wasser und erlauben damit eine Heterogenisierung in der homogenen Katalyse. Dies ist die Basis für ihre industrielle Anwendung. tppts-modifizierte Rhodiumkatalysatoren werden seit 1984 bei der Zweiphasenhydroformylierung von Propen nach dem Ruhrchemie/Rhône-Poulenc-Verfahren verwendet. In der Hydroformylierung, auch bekannt als Oxosynthese, reagiert ein Alken mit Kohlenstoffmonoxid und Wasserstoff zu einem Aldehyd. Traditionell wurde die Hydroformylierung mit metallorganischen Rhodium- und Cobaltkomplexe in nichtwässrigen Lösungsmitteln durchgeführt.